# Max von Boehn
Max von Boehn (Bromberg, 16 agosto 1850 – Sommerfeld, 18 febbraio 1921) è stato un generale tedesco.

## Biografia
Imparentato con Julius Heinrich von Boehn e nipote di Oktavio Philipp von Boehn, Max von Boehn aderì all'esercito prussiano nel dicembre del 1867, nel reggimento della guardia imperiale, venendo promosso al grado di tenente già nel 1869. Il 4 febbraio 1870 venne destinato al 76º reggimento di fanteria di stanza ad Amburgo che raggiunse nell'ottobre di quello stesso anno.
Nel 1880, promosso capitano, venne assegnato ad una brigata di fanteria di stanza presso Magonza ed un anno più tardi venne nominato quale vice comandante del 1º reggimento di fanteria "Kaiser Alexander".
Nel 1888 venne nominato aiutante della 1ª divisione di fanteria della guardia, nel 1895 venne trasferito al 3º reggimento della guardia a piedi e promosso tenente colonnello per poi essere nuovamente trasferito al comando del reggimento di Amburgo nel 1897 con la promozione a colonnello.
Nel 1901 venne nominato comandante della 9ª brigata di fanteria a Francoforte sull'Oder e successivamente promosso al grado di maggiore generale. Nel 1905 venne promosso tenente generale e nominato comandante della 18ª divisione di fanteria, per poi essere promosso nel 1909 a generale di fanteria con l'assegnazione del posto di governatore della fortezza di Ulma.
Con lo scoppio della prima guerra mondiale nel 1914, l'Imperatore lo nominò comandante generale del IX Corpo d'armata di riserva in Belgio col quale tentò invano di attaccare i francesi nella Battaglia di Noyon del settembre del 1914 ma venne sconfitto dalla superiorità degli avversari.
Alla fine di agosto del 1915 fu per tre settimane fino al suo scioglimento, Vice comandante in capo alla 1ª armata dell'esercito tedesco, ottenendo l'anno successivo la decorazione Pour le Merite. Nel gennaio 1917 divenne comandante in capo dell'esercito nell'area della Lorena, passando poi al comando dell'area di Laon, ottenendo nel maggio di quello stesso anno le foglie di alloro per la decorazione Pour le Merite.
Il 22 marzo 1918 venne promosso colonnello generale e nel maggio di quello stesso anno venne assegnato alla 7ª armata operante nella valle dell'Aisne, ottenendo altre onorificenze di rilievo e venendo nominato il 30 giugno di quello stesso anno quale capo del reggimento 163 di stanza nello Schleswig-Holstein.
Dopo l'armistizio del 31 ottobre 1918 che portò alla fine della monarchia in Germania ed allo scioglimento dell'esercito, il desiderio di von Boehn era quello di continuare comunque la propria esperienza bellica al comando del VII Corpo d'armata, ma il governo predispose ad ogni modo per lui il pensionamento per raggiunti limiti di età.
Ritiratosi a vita privata, morì a Lubsko il 18 febbraio 1921 dove venne sepolto.